# جيمس دارسي
جيمس دارسي (بالإنجليزية: James D'Arcy)‏ (و. 1975  م) هو ممثل تلفزيوني، وممثل مسرحي، وممثل أفلام بريطاني.

## التعليم
تعلم في أكاديمية لندن للموسيقى والفنون المسرحية، ومستشفى المسيح ‏.

## وصلات خارجية
- جيمس دارسي على موقع IMDb (الإنجليزية)
- جيمس دارسي على موقع روتن توميتوز (الإنجليزية)
- جيمس دارسي على موقع ألو سيني (الفرنسية)
- جيمس دارسي على موقع ميوزك برينز (الإنجليزية)
- جيمس دارسي على موقع أول موفي (الإنجليزية)
- جيمس دارسي على موقع قاعدة بيانات الأفلام السويدية (السويدية)
- جيمس دارسي على موقع إن إن دي بي (الإنجليزية)
- جيمس دارسي على موقع قاعدة بيانات الفيلم (الإنجليزية)
- جيمس دارسي على موقع كينوبويسك (الروسية)